# Giulio Gazzotti
Giulio Gazzotti (Bologna, 23 settembre 1991) è un cestista italiano, di ruolo ala/ centro./

## Carriera
Formatosi a Bologna nel San Mamolo Basket, lascia la società per passare alla Virtus Bologna.
Con le V Nere gioca tutti i campionati giovanili fino all’U19, vincendo uno scudetto U16, una Coppa Italia U16 e uno scudetto U19, venendo inserito nel miglior quintetto della manifestazione, ed esordendo in prima squadra a 16 anni.
Nella stagione 2010/11 entra nel roster della società Gira Ozzano e viene infatti convocato nella nazionale U20.
L’anno successivo firma un contratto triennale con la Virtus Bologna, e verrà successivamente girato in prestito prima a Latina, e l’anno successivo a Ferrara.
Nel 2013/14 viene richiamato per il suo ultimo anno di contratto dalla Virtus e sono anche gli anni in cui Gazzotti viene convocato in nazionale sperimentale da Attilio Caja.
Nel 2014/15 Cesere Pancotto lo chiama alla Vanoli Cremona, dove gioca un’annata promettente, con più di 10 minuti di media di utilizzo, nella stagione in cui la Vanoli partecipa per la prima volta nella sua storia alle F8 di Coppa Italia.
Alla fine della stagione la VL Pesaro gli offre un contratto biennale, e a Pesaro Gazzotti gioca entrambe le stagioni, venendo nominato capitano.
Nel 2017 Gazzotti viene richiamato con un contratto biennale nella società di Aldo Vanoli, che seppur retrocessa sul campo, viene ripescata in seguito alla situazione societaria di Caserta.
L’annata 2017/18 è molto positiva per la squadra cremonese, che conquista le F8 di Coppa Italia all’ultima giornata del girone d’andata contro Capo D’Orlando, anche grazie all’ottimo contributo di Gazzotti.
Senz'altro una stagione di successo quella del 2018/2019, con lo storico successo in Coppa Italia e il raggiungimento della semifinale scudetto in gara 5 contro la Reyer Venezia.
Nella stagione 2019/2020 Gazzotti inizia con la Vanoli Cremona, per poi trasferirsi in novembre all'Api Udine con un contratto biennale, nei due mesi precedenti l'interruzione causa Covid19.
Il 2020/21 segna il passaggio al Derthona Basket di Tortona, con il quale, dopo la cavalcata iniziale di 13 vittorie consecutive, riesce a conquistare la storica promozione in serie A, in una combattutissima serie finale con Basket Torino, vinta in trasferta, in una gara 5 in cui Gazzotti risulta il miglior rimbalzista dei suoi (7).
Nel 2021/22 gioca nel Basket Ravenna dove raggiunge la semifinale promozione. 
Nel 2022/23 passa alla Pallacanestro Forli 2015 dove da titolare, dopo un’annata di record societari, raggiunge la finale promozione che a Forlì mancava da 28 anni, perdendo però contro la Vanoli Cremona.

## Palmarès
- Coppa Italia: 1

Cremona: 2019
- Promozione in Serie A: 1

Bertram Tortona: 2021